# Julienne de Nicomédie
Pour les articles homonymes, voir Sainte Julienne.
Sainte Julienne est une vierge et martyre vivant au début du IVe siècle à Nicomédie, capitale de la Bithynie. Elle est commémorée le 16 février selon le Martyrologe romain. 

## Légende
D'après la Légende dorée, manuel de prédication du XIIIe siècle, Julienne était fiancée au préfet de Nicomédie, mais refusait de s'unir à lui tant qu'il resterait païen. 
Son propre père la fit donc battre et la livra au dit préfet éconduit, qui la fit fouetter puis suspendre par les cheveux, avant de lui faire verser sur la tête du plomb en fusion, puis, comme cela était sans effet, de l'enchaîner et de la jeter en prison. 
Là, elle vainc par la prière un démon qui tente de la persuader de sacrifier aux dieux. 

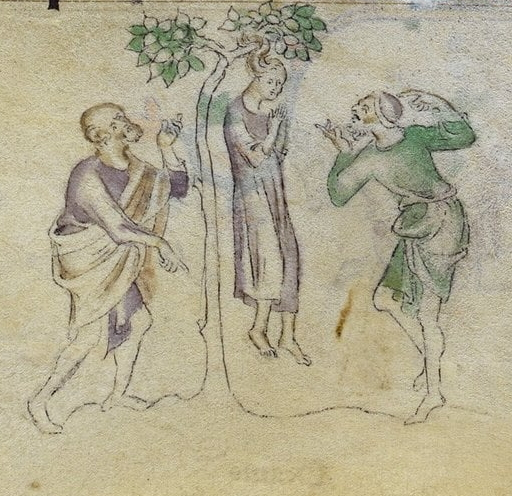
Sainte Julienne pendue par les cheveux. Psautier de la reine Marie (BL Royal 2 B VII, f. 244), British Library, Londres (v. 1310-1320).

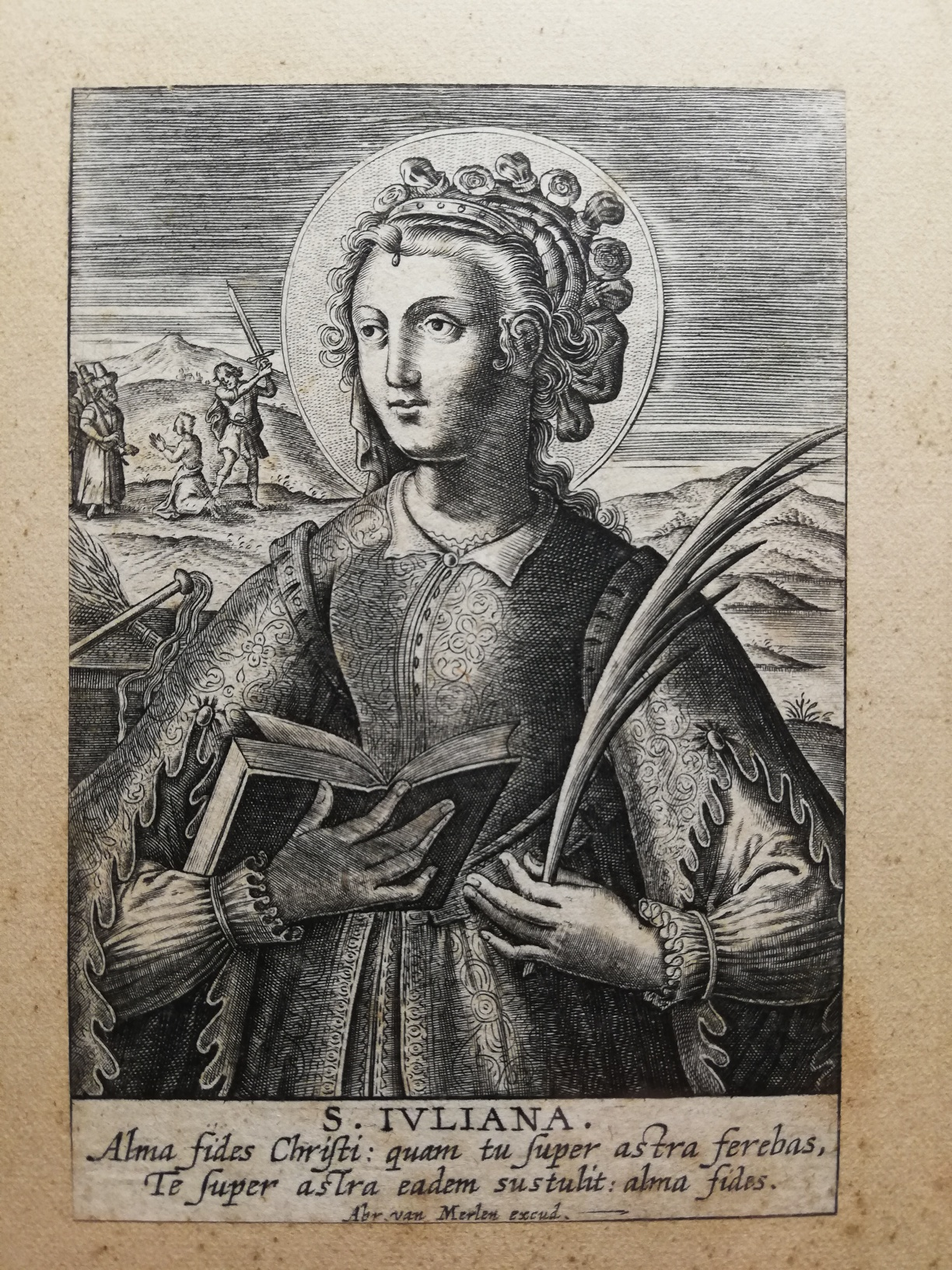
Sainte Julienne de Nicomédie par Abraham van Merlen (1579-1660).

Le préfet la fit ensuite écarteler, mais un ange la guérit, et ce prodige permit la conversion d'un grand nombre de personnes. Le préfet lui fit alors prendre un bain de plomb fondu, qui parut à la sainte être un bain d'eau tiède. Il finit par la décapiter. 
D'après la Légende dorée, le fiancé éconduit et violent serait mort peu de temps après, noyé lors d'une tempête avec trente-quatre hommes.    
Naples, où son culte était très important au Moyen Âge, aurait reçu ses reliques en 1207.
Fête : 16 février, et le 21 décembre en Orient.